# Pemberton-Billing P.B.9
El Pemberton-Billing P.B.9 fue un avión de reconocimiento biplano monoplaza de cabina abierta y envergaduras iguales de la Primera Guerra Mundial, construido por Pemberton-Billing Limited, que posteriormente se convirtió en Supermarine Aviation Works. Sólo se construyó un P.B.9.

## Diseño y desarrollo
Las alas tenían largueros de envergadura completa, con las alas superiores e inferiores conectadas por cuatro pares de soportes interplanares. El fuselaje tenía un tren de aterrizaje fijo con patín de cola. Aunque fue diseñado para permitir el uso de un motor Gnome de 80 hp, el prototipo del P.B.9 estaba propulsado por un motor rotativo Gnome de 36 kW (50 hp) tomado del prototipo P.B.1 de la firma.
Utilizando un juego de alas que se habían obtenido de Radley-England (James Radley y Gordon England) fue diseñado y construido, y realizó su primer vuelo en nueve días, aunque por razones publicitarias su diseñador Noel Pemberton Billing afirmó que había tardado una semana (dando lugar al apodo de "Seven Day Bus"). Voló por primera vez en agosto de 1914.
Aunque el avión tuvo un buen desempeño, sólo se construyó el prototipo, que luego fue utilizado por el Real Servicio Aéreo Naval como avión de entrenamiento.

## Operadores
Reino Unido
- Real Servicio Aéreo Naval

## Especificaciones
Referencia datos: Thetford 1958

### Características generales
- Tripulación: Uno (piloto)
- Longitud: 6,1 m (20 ft)
- Envergadura: 7,9 m (26 ft)
- Planta motriz: 1× motor rotativo de 7 cilindros refrigerado por aire Gnome 7 Omega.
  - Potencia: 37 kW (51 HP; 50 CV)
- Hélices: Bipala de paso fijo

### Rendimiento
- Velocidad máxima operativa (Vno): 126 km/h (78 MPH; 68 kt)
- Alcance: 3 h
- Régimen de ascenso: 2,5 m/s (492 ft/min)